# Hang Co Luồng
20°24′11″B 105°5′8″Đ / 20,40306°B 105,08556°Đ
Hang Co Luồng là một hệ thống hang động nằm trên núi Co Luồng, thuộc địa bàn bản Khằm, thị trấn Hồi Xuân, huyện Quan Hóa, tỉnh Thanh Hóa.

## Vị trí
Từ thị trấn Hồi Xuân đi ngược về phía Tây Bắc theo Quốc lộ 15 khoảng 3 km tới bản Khằm, từ đây đi bộ leo núi khoảng 500 m là tới cửa hang. Đường lên hang động này có độ dốc khá lớn vì hang nằm ở gần đỉnh núi cao, hai bên đường là đồi luồng, nương ngô của đồng bào dân tộc Thái. Đi càng gần đến hang thì đường càng khó đi, rừng cây rậm rạp, người dẫn đường phải dùng dao phát cây rừng để tạo lối đi cho du khách và đánh dấu lối đi.
Cửa hang nằm gần đỉnh một ngọn núi và quay về phía sông Mã. Cửa hang rất hẹp chỉ vừa đủ một người chui lọt, qua cửa hang là dốc dựng đứng sâu khoảng 10 mét, du khách chỉ có thể cúi đầu bò lùi để xuống hang. Hang động rộng hàng nghìn mét vuông, được cấu tạo thành ba tầng rõ rệt. Tầng một có nhiều nhũ đá đủ màu sắc, có những chiếc đàn đá độc đáo do thiên nhiên cấu tạo nên, có những nhũ đá có hình thù con rùa, hình hồ tắm của các nàng tiên. Tầng hai của hang động Co Luồng có độ sâu khoảng 25m, tầng ba có độ sâu khoảng 35 m so với cửa hang, tạo thành một hệ thống hang động khép kín, với tổng chiều dài khoảng hơn 600m. Để đi tham quan toàn bộ hệ thống hang động này phải mất khoảng 10 giờ đồng hồ.

## Tiềm năng du lịch
Hiện nay trong hang chưa có điện, du khách phải mang đèn pin khi vào hang động. Vì hệ thống hang động phức tạp nên người dẫn đường phải mang theo một bó cây rừng để đánh dấu lối đi khi đi trong hang.
Hiện nay Khu bảo tồn thiên nhiên Pù Hu và Ủy ban nhân dân huyện Quan Hóa đang lập đề án chi tiết để xúc tiến xây dựng khu du lịch sinh thái Pù Hu, trong đó có hệ thống hang động Co Luồng. Trong thời gian tới, huyện Quan Hóa sẽ mở rộng đường lên hang động này, xây dựng một số trạm nghỉ và đưa hệ thống đèn điện đủ màu sắc vào hang, phục vụ du khách tham quan. Một ngày không xa nữa, du khách đến với khu du lịch sinh thái Pù Hu sẽ được thưởng ngoạn, khám phá một hệ thống hang động được đánh giá là đẹp nhất ở Thanh Hóa hiện nay.

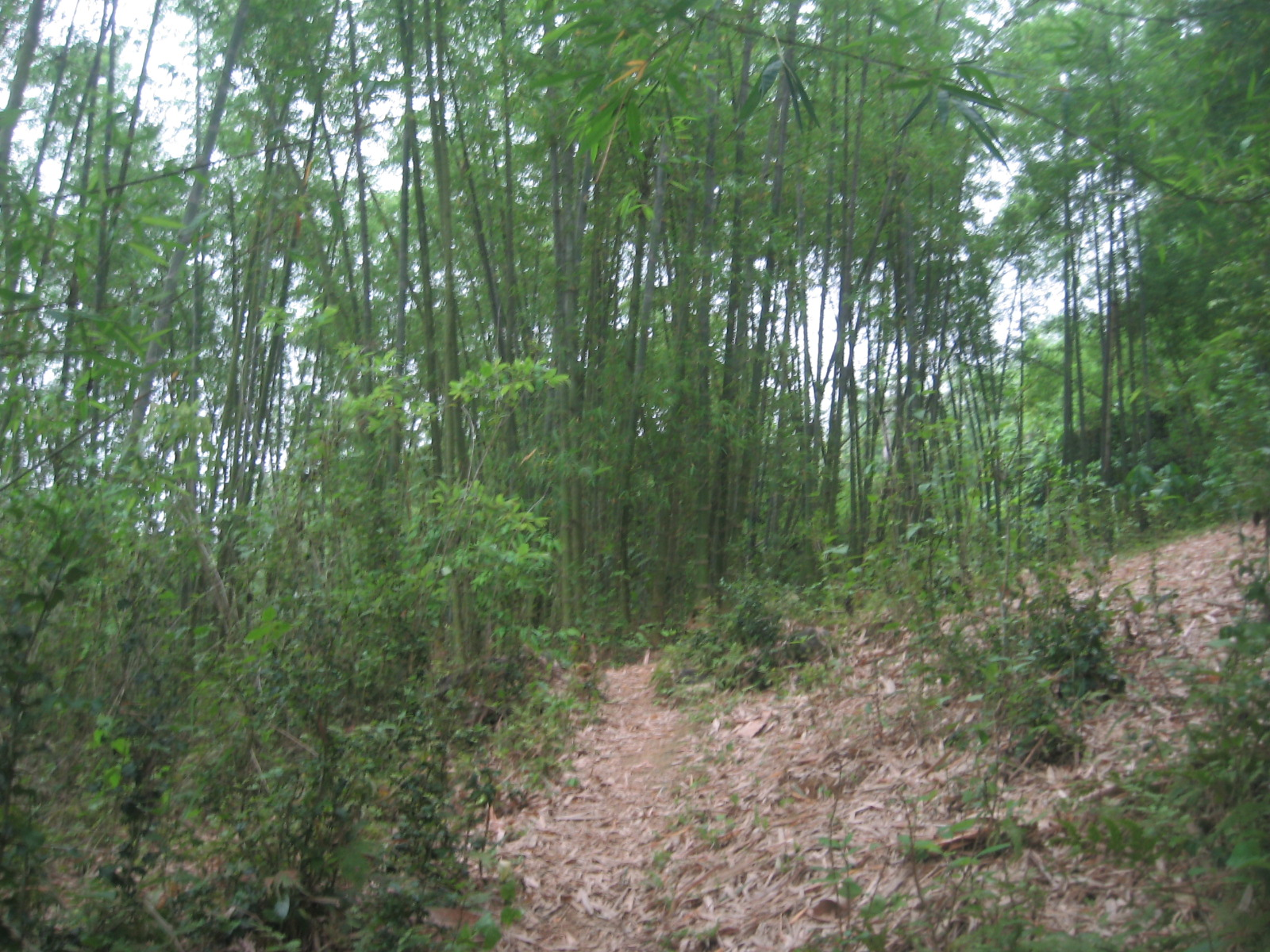
Đường đi tới lên hang
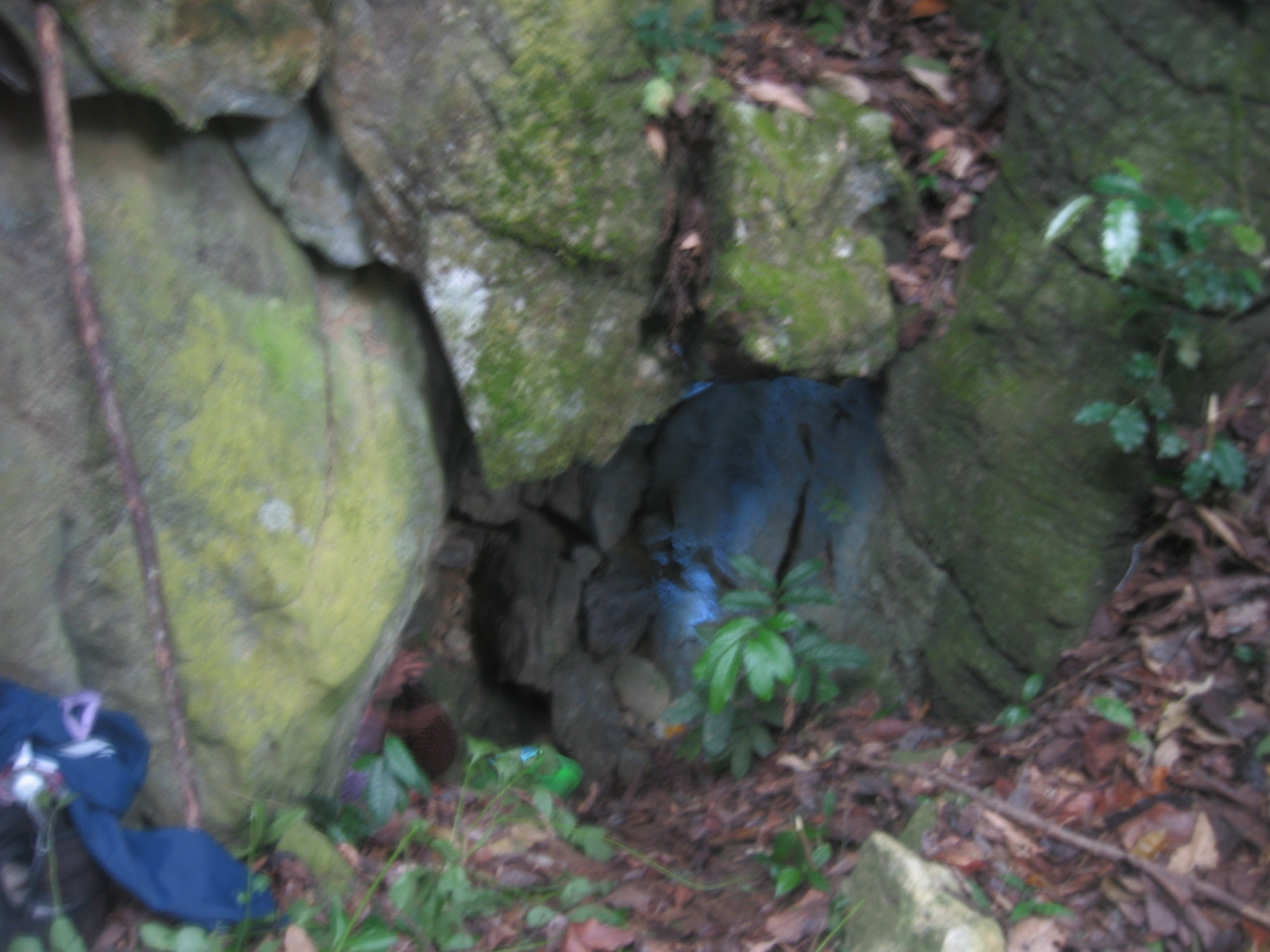
Cửa vào hang
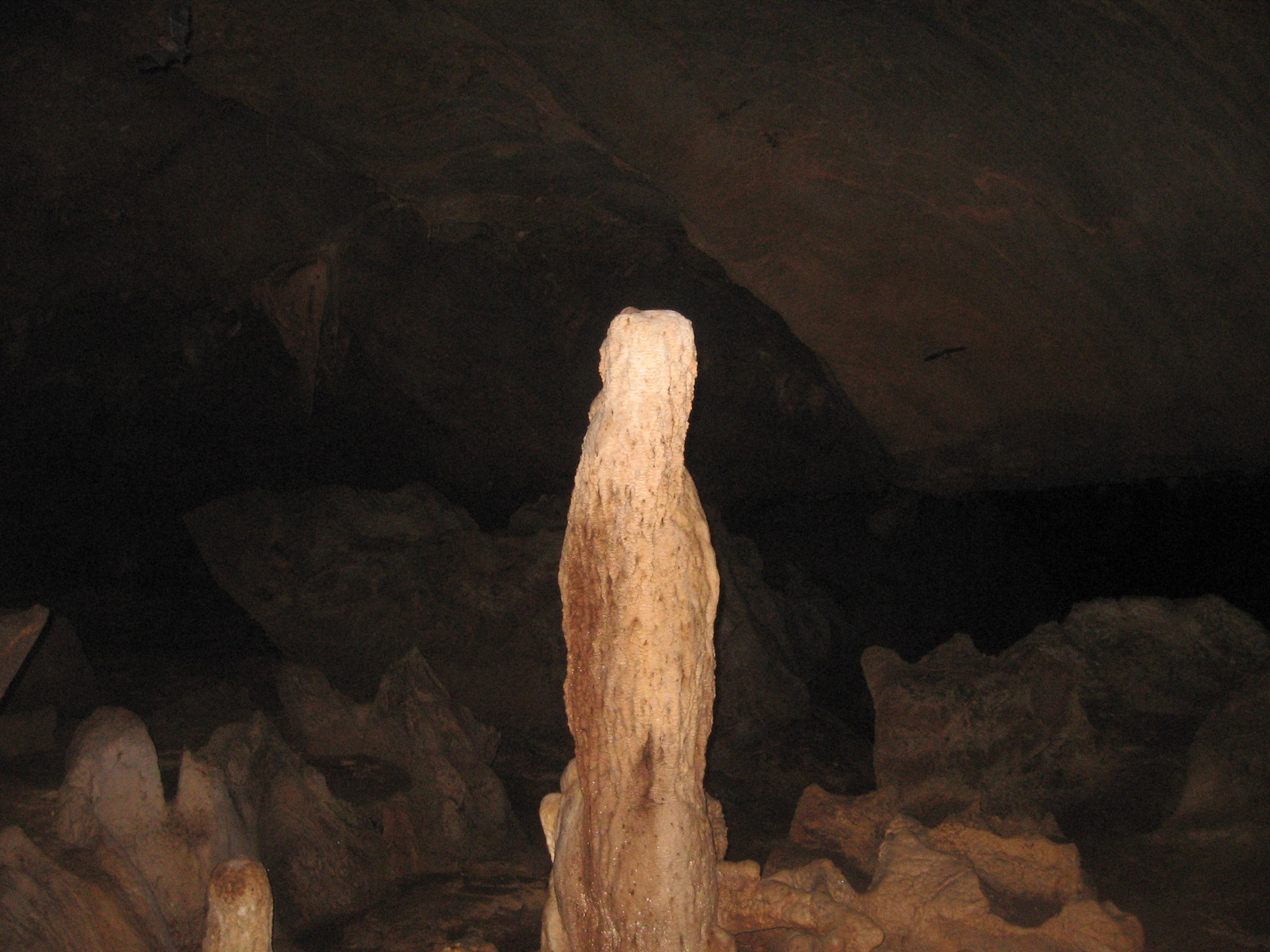
Nhũ đá hình tượng Quan Âm
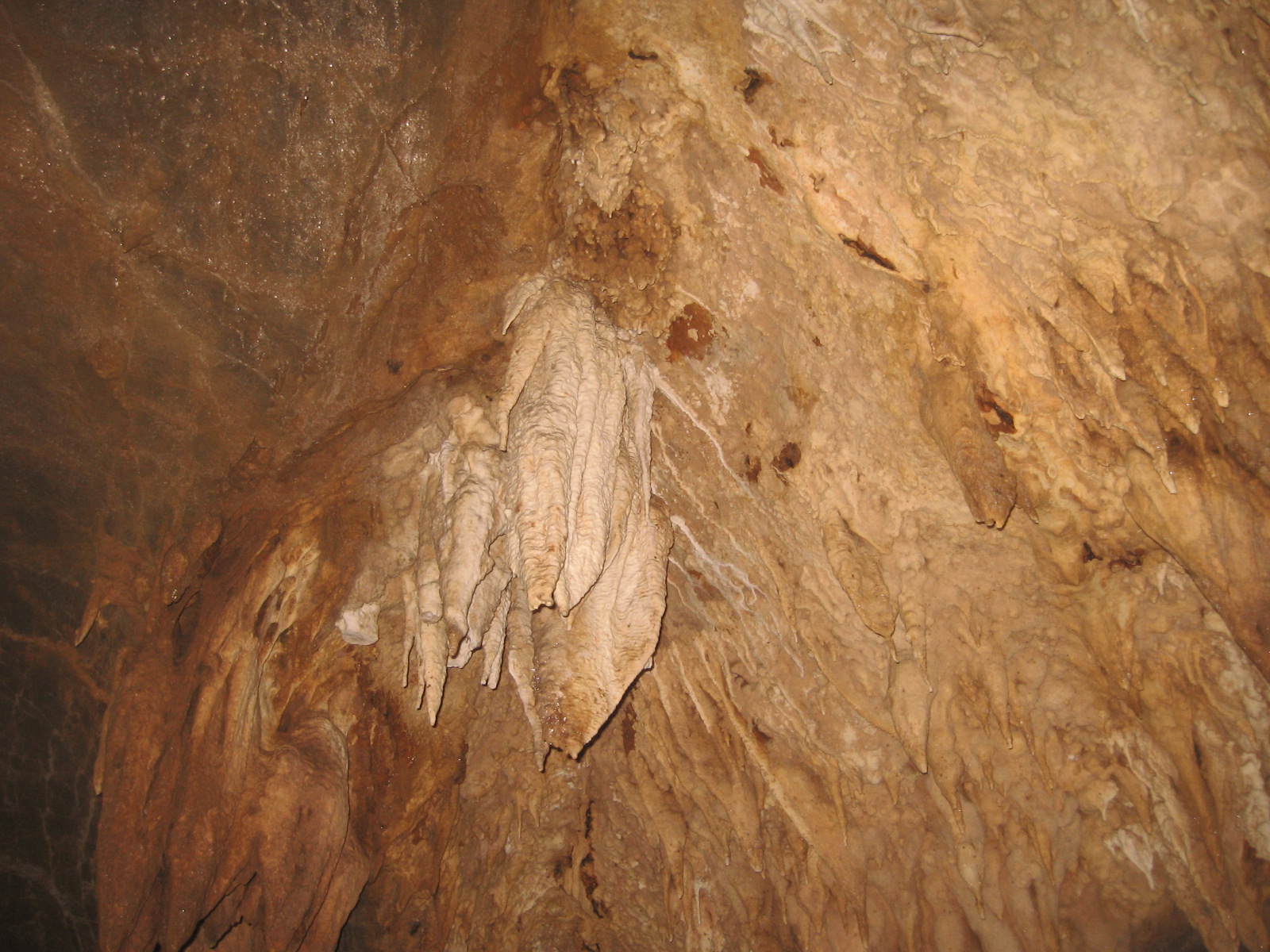
Nhũ đá
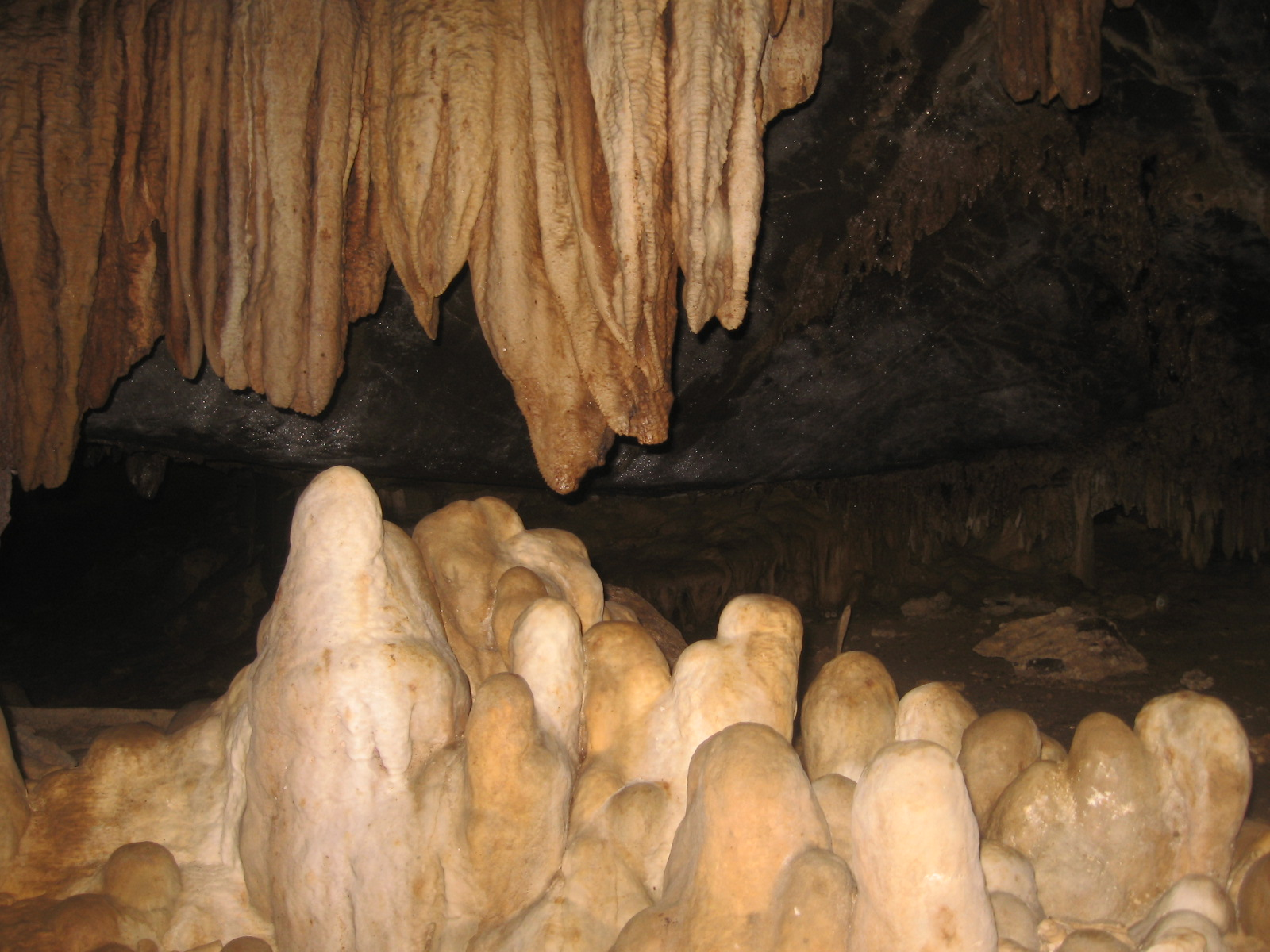
Nhũ đá
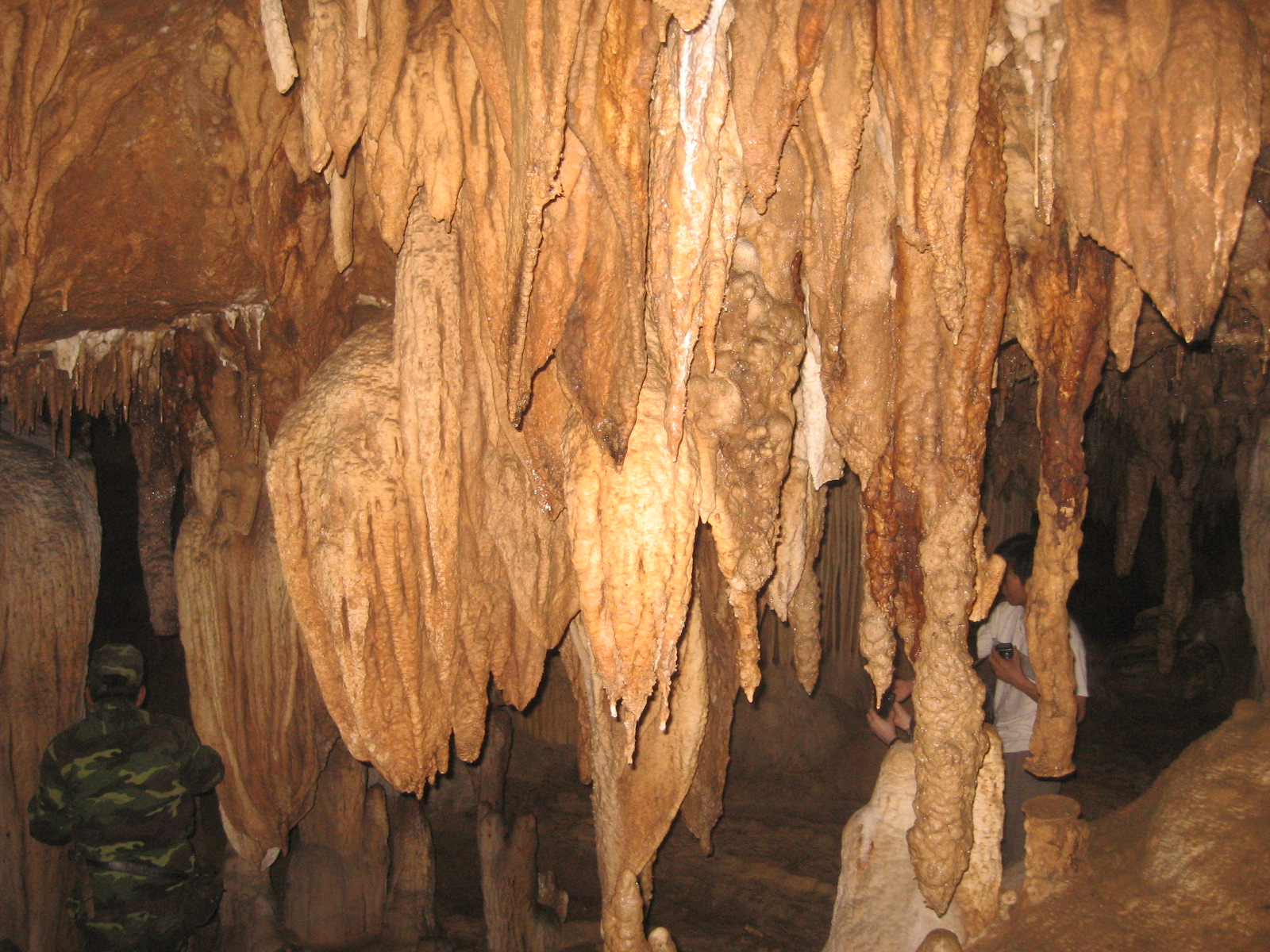
Nhũ đá
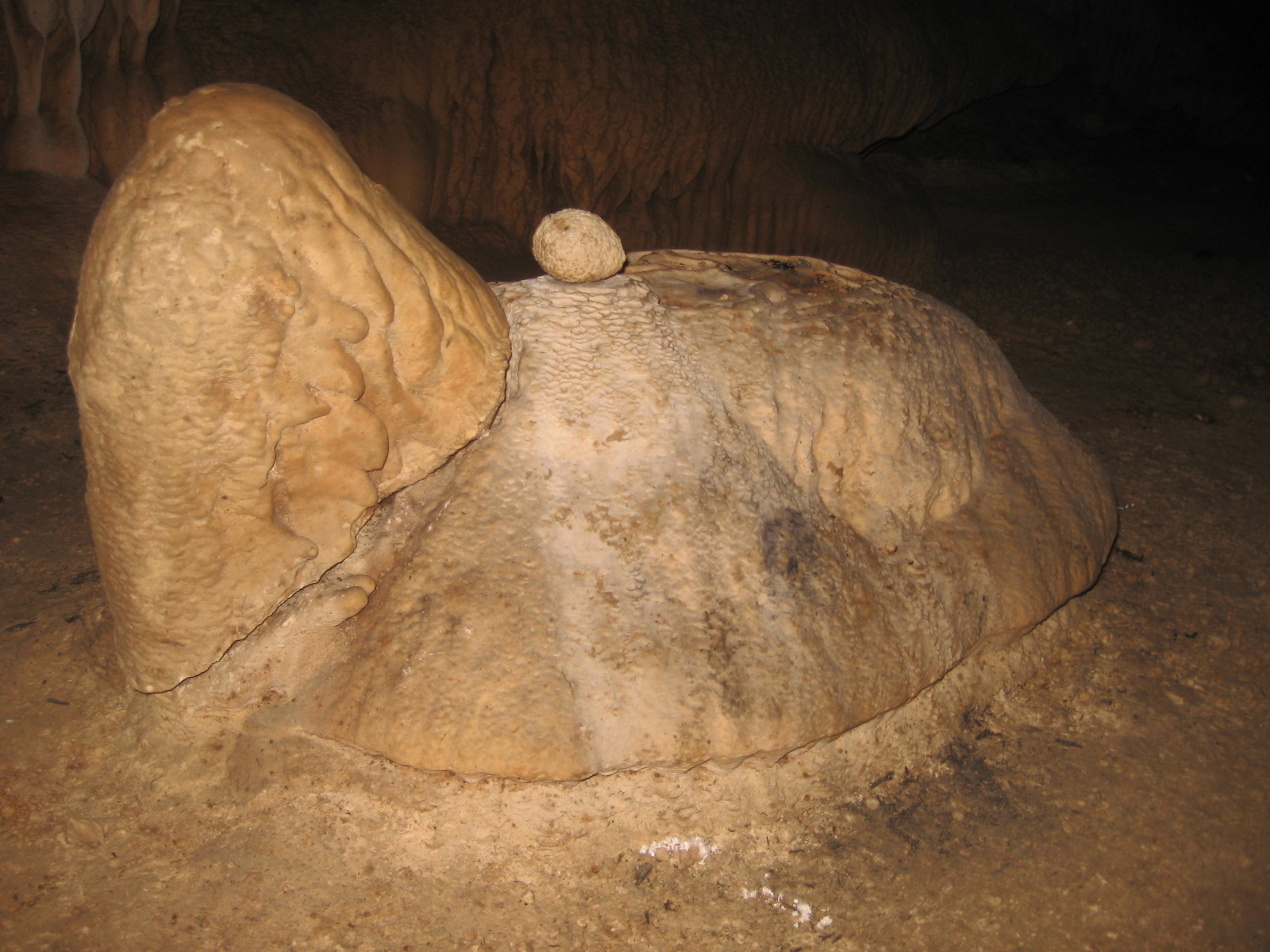
Nhũ đá hình con rùa
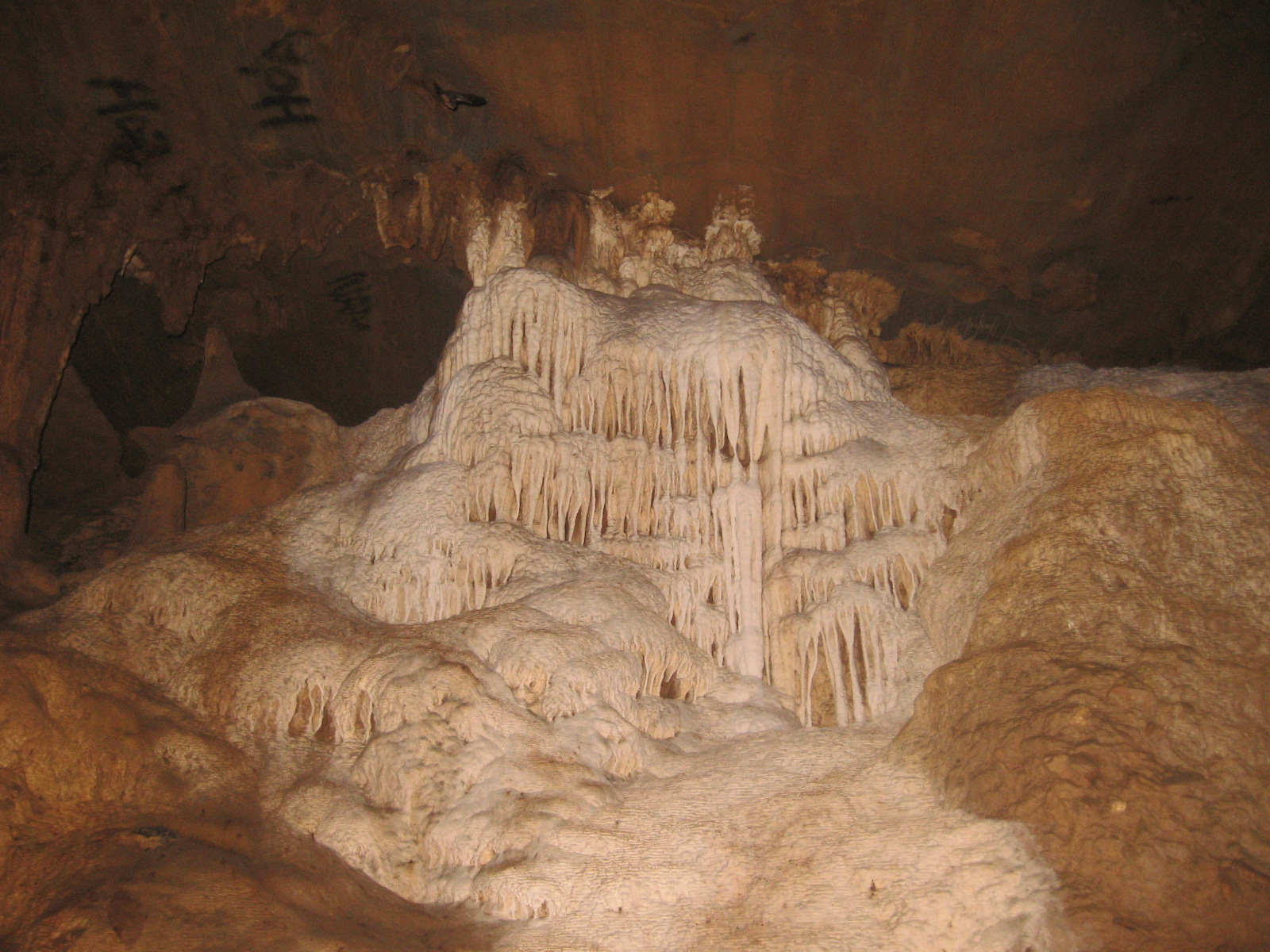
Nhũ đá hình thác nước